# 81 mm moździerz M1
M1 – amerykański moździerz kalibru 81 mm, wykorzystywany podczas II wojny światowej oraz wojny koreańskiej. Pod koniec lat 50. XX wieku został zastąpiony przez moździerz M29.